# Martin Larocque
Pour les articles homonymes, voir Larocque.
 (février 2017).
Si vous disposez d'ouvrages ou d'articles de référence ou si vous connaissez des sites web de qualité traitant du thème abordé ici, merci de compléter l'article en donnant les références utiles à sa vérifiabilité et en les liant à la section « Notes et références ».
Martin Larocque est un acteur québécois né le 16 juillet 1969 à Chillicothe (Ohio) aux États-Unis.
Il s’est fait remarquer dans les publicités du Journal de Montréal, dans la quotidienne Virginie et sur scène, surtout dans la comédie musicale Un violon sur le toit et dans le spectacle 50 Shades ! - La parodie musicale. 

## Biographie
Martin Larocque est diplômé du Conservatoire d'art dramatique de Montréal, promotion 1991.
Il a fondé les Éditions de la Bagnole en 2004 avec sa conjointe de l'époque, l'écrivaine Jennifer Tremblay. 
Depuis 20 ans[précision nécessaire], il a donné plus d’un millier de conférences à travers le Canada francophone[réf. souhaitée] en faisant la promotion de la responsabilisation et de l’estime de soi. 
Chroniqueur à la radio, à la télévision et dans différents magazines, il poursuit et diffuse ses recherches sur le plaisir en étant chroniqueur cet automne[précision nécessaire] à Rouge FM Montréal dans l’émission de Patricia Paquin. 
Auteur de trois livres sur la paternité aux Éditions de la Bagnole (Papa par-ci, papa par-là, Papa pure laine et Papa 24/7), il est depuis 8 ans[précision nécessaire] porte-parole de la Semaine québécoise des familles[réf. souhaitée]. Il est aussi porte-parole de l’organisme Famille à cœur de Saint-Jean-sur-Richelieu et de la Maison Oxygène, qui vient en aide aux pères et à leurs enfants dans le besoin. 
En 2020, il ouvre un café-épicerie dans le quartier Rosemont-La Petite-Patrie avec sa femme. Il ferme son café en 2023.

## Récompenses et nominations

### Récompenses
- Personnalité publique au premier Gala de la Paternité au Québec (2012)
- Médaille de l’Assemblée nationale du Québec pour bénévole de l’année (2004)

### Nominations
- Nomination au Gala des Gémeaux : meilleure interprétation masculine (2000) pour son rôle dans Virginie
- Commonwealth Youth Service Award (1991)

## Filmographie
- 1991 : Fripe et Pouille (TV) : M. Tocard
- 1994 : Les grands procès (TV) : Maître Leduc
- 1995 : 4 et demi... (série télévisée) : M. Brodeur
- 1996 : Virginie (série télévisée) : Hercule Bellehumeur
- 1996 : Urgence ("Urgence") (série télévisée) : Maurice Brodeur (1996)
- 1997 : Le Masque (série télévisée) : Normand Veilleux
- 1997 : La Conciergerie
- 1998 : Réseaux (série télévisée) : François
- 2000 : La Veuve de Saint-Pierre : Crieur
- 2002 : L'Odyssée d'Alice Tremblay : Le Chef cuisinier
- 2003 : Grande Ourse (série télévisée) : Thomas Von Trieck
- 2004 : Ma vie en cinémascope : Camillien Houde
- 2005 : L'Héritière de Grande Ourse (feuilleton TV) : Thomas Von Trieck
- 2005 : Miss Météo (TV)
- 2016 - 2017 : District 31 : Donald Welsh, motard (15 épisodes)
- 2022 - 2022 : Indéfendable

## Théâtrographie
- 2006 : Une clé pour deux - Théâtre du Chenal-du-Moine
- 2005 : Aux petits oignons - (Paul Léon) - Théâtre du Chenal-du-Moine
- 2004 : Cher Monsieur Montréal (Édouard) - Théâtre du Chenal-du-Moine
- 2003 : Taxi! Taxi! (Gustave Farmer) - Théâtre du Chenal-du-Moine
- 2002 : Irma-la-Douce - Théâtre du Nouveau-Monde
- 2010 : Un violon sur le toit - Rideau Vert
- 2015: 50 Shades of Grey, La parodie musical - Saint-Denis